# Jacques Poupon
Pour les articles homonymes, voir Poupon.
 (janvier 2022).
Jacques Poupon, dit l’abbé Poupon, né le 20 octobre 1920 à  Montreuil (Seine) et mort le 8 février 1992 à Chambéry (Savoie), est un prêtre catholique français, fondateur de nombreuses œuvres charitables et sociales, conseiller municipal de Sens (Yonne) de 1971 à 1977 et de Montvalezan (Savoie) de 1977 à 1983.

## Biographie

### Famille et jeunesse
Jacques André Poupon est né le 20 octobre 1920 à Montreuil (Seine). Il est le fils de Jeanne Adrienne Butel et de Jules Adrien Poupon. Sa mère a 30 ans à sa naissance. Son père est décédé précédemment, le 19 mars de la même année à Paris, des suites de la Première Guerre mondiale. 
Jacques devient pupille de la Nation, par jugement du tribunal civil de la Seine, rendu le 19 janvier 1921.
Il passe son enfance à Esbly (Seine-et-Marne). Il entre, en 6e en 1932, au Petit séminaire Sainte Marie de Meaux. C'est dans cette commune qu'il rencontre l'évêque Frédéric Lamy, Mgr Lamy, qui deviendra l'archevêque de Sens en 1936 et qu'il retrouvera en 1946. 

### STO et Seconde Guerre mondiale
Requis pour le Service du travail obligatoire, il arrive en Allemagne le 4 septembre 1943. Il effectuera ce service à Plochingen près de  Stuttgart jusqu'à fin juillet 1945. Lors de cette période, de nombreux prêtres ou séminaristes sont mobilisés voire réquisitionnés. Partageant le sort des travailleurs, ce mouvement s'accompagnera du développement des prêtres ouvriers. Cet engagement s'inscrit dans la naissance d'un mouvement de l'action catholique notamment, la jeunesse ouvrière chrétienne dont l'abbé sera un ardent animateur, en réaction à l'attitude de l'épiscopat français proche du maréchal Pétain.
Il revient à son domicile d'Esbly le 21 juillet 1945.
N'ayant pas été appelé en 1940, il est mobilisé le 13 novembre dans les forces terrestres antiaériennes. 
Il est enfin libéré le 24 décembre 1945 et peut reprendre ses études de théologie au Grand séminaire de Sens. Il est ordonné prêtre catholique le 29 juin 1946 à Sens. 

### Prêtre engagé pour la jeunesse

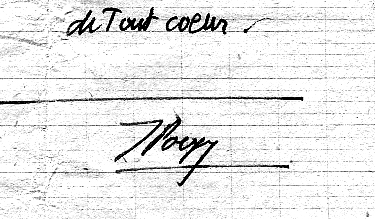
1953 La signature de l'abbé

À l'instar de Bernard Ferrand, autre abbé originaire de la même région de Sens, qui avait créé en 1925 une colonie de vacances à Plancherine en Savoie, Jacques Poupon crée en 1947 « la Savoyarde », à La Rosière en Savoie, une colonie de vacances grâce à laquelle il emmène, chaque été, 200 à 300 jeunes du sénonais à la montagne, les uns couchant sous la tente, les autres dans des écoles, et tout cela avec des moniteurs bénévoles. La colonie durera jusqu'au début des années 1970. La commune de La Rosière, où se déroulait la colonie, est devenue une station de sports d'hiver. 
Il fonde à Sens le patronage des Cœurs Vaillants, dans une aile du Cercle catholique. « Une maison des jeunes avant l'heure », raconte Jean-Claude Trémouille[Qui ?]. 
Le curé propose aussi des séances de cinéma au Brennus, ainsi qu'à la campagne, avec une équipe itinérante. 
Des milliers de Sénonais ont participé à ses activités.

### Prêtre engagé pour les plus fragiles
S'attachant à « témoigner de la fraternité chrétienne », selon son expression, il manifeste publiquement son souci des plus humbles. Ainsi, un jour de fête religieuse, il fait asseoir, au premier rang des notables endimanchés, un vagabond qui déambulait dans la cathédrale. Il établit un centre d'accueil pour personnes en détresse dans une ancienne école religieuse qu'il avait acquise rue de Lyon, à Sens. Si son action charitable est remarquée dans les milieux ouvriers, elle n'est pas toujours approuvée par les notables de la ville de Sens[réf. souhaitée]. 

### Rôle politique local
Il s'investit à partir des années 1970 dans la politique locale. Il assume ainsi un mandat électif de conseiller municipal de Sens de 1971 à 1977. Il entre au conseil municipal sous la mandature d'Étienne Braun, au moment où le député-maire et chef d'entreprise Gaston Perrot quitte la mairie après 24 ans de mandat. Il y est membre actif de la Commission des œuvres sociales.

### Départ pour la Savoie
À cause de diverses pressions[évasif], l'abbé Poupon est obligé de quitter la ville de Sens en 1973, les terrains du Cercle catholique, le cinéma Brennus et son propre logement sont vendus pour une bouchée de pain. Il retrouve Montvalezan, la commune d'implantation de sa colonie et en devient aussi conseiller municipal de 1977 à 1983.

### Mort
Il décède le 8 février 1992 au centre hospitalier de Chambéry, à la suite d'une longue maladie. Il avait 71 ans. Son dernier domicile était à Bourdeau (Savoie). Sa sépulture se situe au cimetière du Bourget du Lac.

## Postérité

### Distinction
Par décret du 29 novembre 1977, il est nommé chevalier dans l'Ordre national du Mérite pour ses fonctions de directeur de colonies de vacances de 1946 à 1977[réf. souhaitée].

### Hommages
2000 : Il existe, depuis le 24 mars 2000, à Sens, un centre d'hébergement et de réinsertion sociale sous l'égide de la Croix-Rouge au nom de Jacques Poupon.
2016 : Des Sénonais ont créé, le 13 juillet 2016,  une association en mémoire de l’abbé Poupon. "les Amis de l'Abbé Jacques Poupon" (2A.J.P).
2017 : Accord unanime en mars du conseil municipal de Sens pour dénommer un parking au nom de l'Abbé Poupon
2017 : Apposition en octobre d'une plaque commémorative sur l'emplacement du Brennus 
2021 : Apposition en juillet d'une plaque commémorative à la mémoire de l'Abbé Jacques Poupon par la Mairie de Montvalezan-Urbanisme
2021 : Emission en octobre de deux timbres personnalisés pour le centenaire de sa naissance,

### Sept fondations créées par l'abbé Poupon

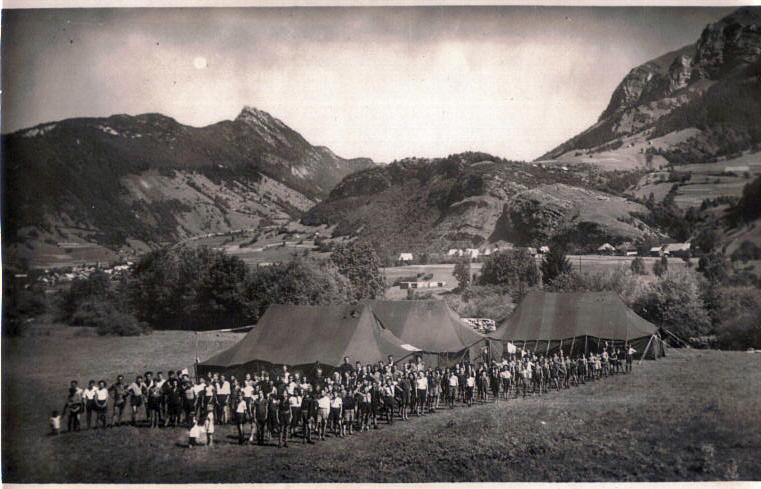
1947 Savoie Ecoles en Bauges

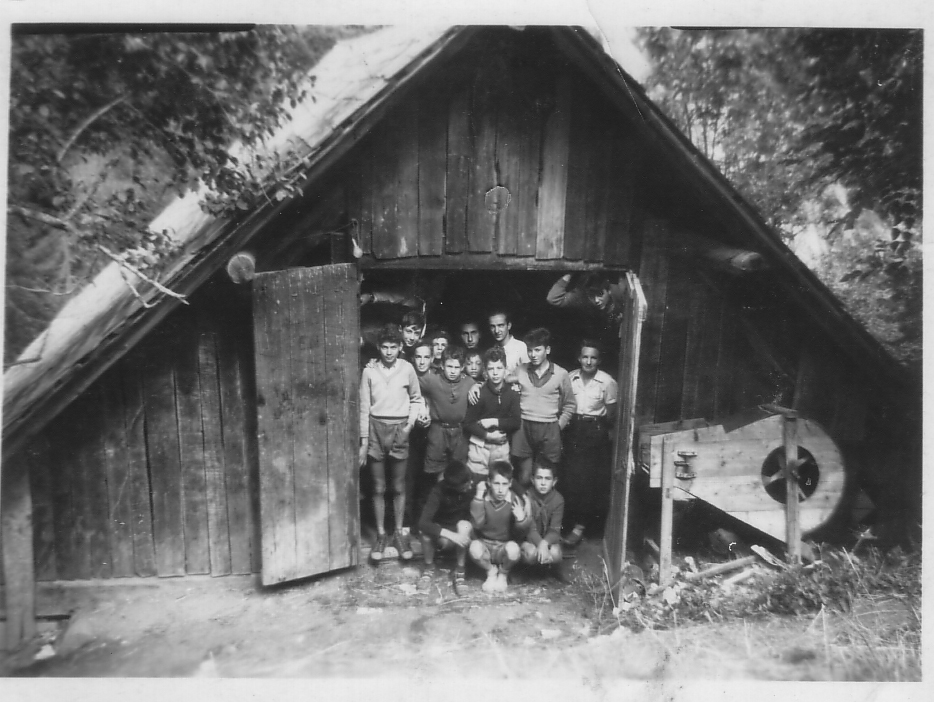
1954 Savoie Belleville

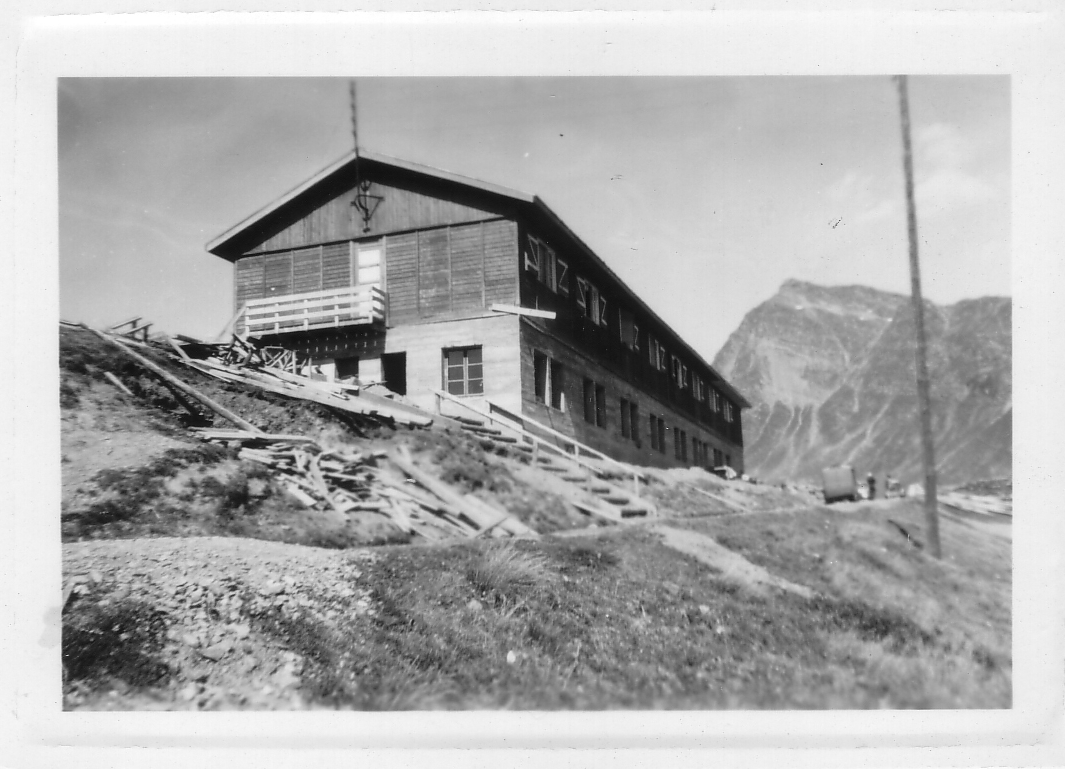
1955 Savoie création du chalet

1947 - L'importante colonie de vacances en montagne "La Savoyarde" spécialement conçue pour l'enfance de condition modeste. La devise de la colonie, de Jacques Cœur et de l'abbé : « À cœur vaillant, rien d'impossible ». La colonie a fonctionné jusqu'en 1970.
1948 - La Maison Familiale pour ménages ouvriers.
1949 - Un cinéma à Sens pour la jeunesse, le Brennus. Le cinéma ferme en 1968, puis il est rasé en 1978 pour laisser la place à un terrain de sport scolaire, devenu aujourd'hui un parking.
1950 - Le "foyer de la Savoyarde" à Sens pour accueillir enfants et parents pour des réunions, loisirs, conférences.
1962 - En Savoie, un centre classes de neige "Le Ramoneur".
1968 - Le foyer d'hébergement pour travailleurs "La Roseraie". Ce centre d'accueil reçoit gratuitement toute personne en détresse.
L'abbé avait aussi créé un patronage, à Sens, celui des "Cœurs Vaillants"